# Vašarejca
Vašarejca (makedonska: Вашарејца) är en ort i Nordmakedonien. Den ligger i kommunen Mogila, i den sydvästra delen av landet, 90 kilometer söder om huvudstaden Skopje. Vašarejca ligger 585 meter över havet och antalet invånare är 474.